# Rudolph Palme
Rudolph Franz Robert Palme (Barby, Sachsen-Anhalt, 23 d'octubre de 1834 - Magdeburg, 8 de gener de 1909) fou un organista i compositor alemany.
Va ser deixeble de Ritter i va rebre els títols de director de música i després de professor. Va publicar un gran nombre de composicions per a orgue, sonates, preludis per a corals, una fantasia de concert amb cor d'homes; Ogelweilu, per a solo, cor mixt i orgue; Das erste Orgelbuch, un Mètode d'orgue, un Mètode de piano (3.ª ed., 1908), i un gran nombre de cants per a veus mixtes i per a veus iguales, etc.